# Passo Pian delle Fugazze
Der Passo Pian delle Fugazze ist ein 1163 m s.l.m. hoher Gebirgspass zwischen den italienischen Provinzen Trient und Vicenza.

## Lage und Umgebung
Der Pass ist im Norden vom Pasubio und im Süden vom Gebirgsstock des Sengio Alto eingegrenzt. Er stellt den Übergang vom Vallarsa (deutsches Exonym Brandtal) mit der gleichnamigen Trentiner Gemeinde in das zur Vizentiner Gemeinde Valli del Pasubio gehörende Val Leogra dar. Die Gemeindegrenze zwischen Vallarsa und Valli del Pasubio, die zugleich die Provinzgrenze ist, liegt dabei etwas östlich der eigentlichen Passhöhe.
Über den Pass führt die Strada Statale 46 del Pasubio, auf Vizentiner Seite seit 2001 zur Strada Provinciale 46 del Pasubio deklassifiziert, die Rovereto mit Vicenza verbindet. An der Passhöhe endet die von Nordwesten kommende Strada Provinciale 219 di Camposilvano, die zur gleichnamigen Fraktion der Gemeinde Vallarsa führt sowie im Südosten die sogenannte Strada del Re (deutsch Straße des Königs), eine 1918 von König Viktor Emanuel III. eingeweihte Straße, die östlich des Sengio Alto den Passo Pian delle Fugazze mit dem Passo di Campogrosso verbindet. An dieser Straße liegt auch der Abzweig zum Ossario del Pasubio, dem Beinhaus mit den sterblichen Überresten von etwa 5000 überwiegend italienischen Gefallenen des Ersten Weltkrieges der Pasubiofront. Ab dem Abzweig ist die Strada del Re zum Passo di Campogrosso für den Verkehr gesperrt.

## Geschichte

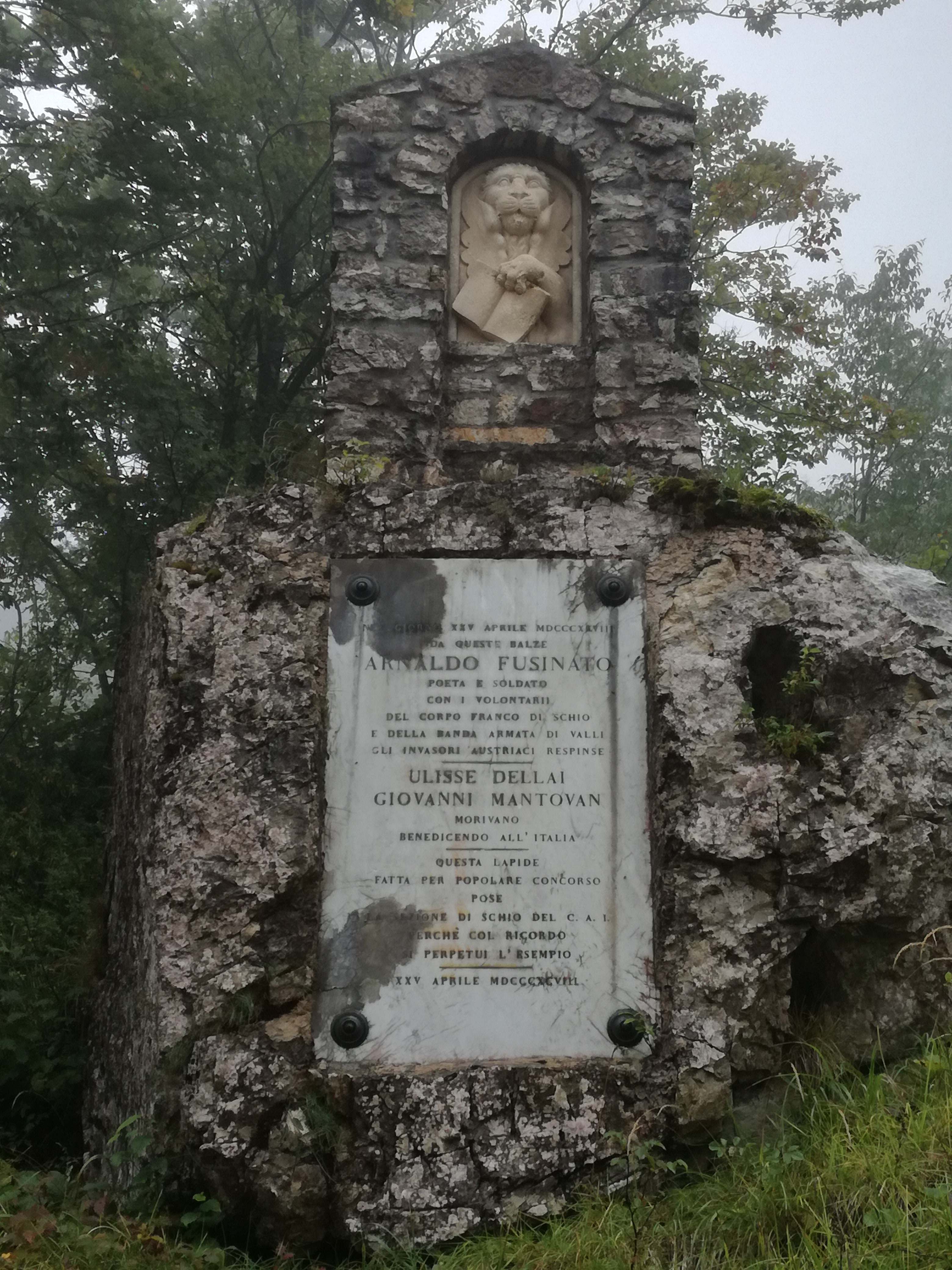
Gedenkstein an das Gefecht vom 25. April 1848

Erstmals urkundlich erwähnt wird der Pass 579. Aber bereits die Römer bauten vermutlich um 400 n. Chr. einen Zweig der Via Claudia Augusta über den Pass. Letztere wurde während der Völkerwanderung von den Langobarden und Ungarn genutzt, um vom Etschtal über das Vallarsa in die venezianische Tiefebene vorzudringen.
Während der venezianischen Expansionsphase im südlichen Trentino, die mit der Schlacht bei Calliano 1487 ihr abruptes Ende fand, war der Pass ein wichtiger Übergang für die venezianischen Truppen. Nach der Niederlage Venedigs in der Schlacht von Agnadello 1509 wurde der Pian delle Fugazze zum Grenzpass zwischen der Republik Venedig und den Habsburgern.
Im Frühjahr 1701 zogen die Truppen Eugen von Savoyens während des spanischen Erbfolgekrieges vom Vallarsa kommend über den Pass, nachdem die Franzosen unter dem Kommando von Nicolas de Catinat den Durchgang durch die Veroneser Klause versperrt hatten.
Nach jahrelangen Grenzstreitigkeiten wurde 1751 unter der Regierung von Maria Theresia der genaue Grenzverlauf am Pian delle Fugazze mit der Republik Venedig in beiderseitigem Einvernehmen geregelt. Ein Grenzstein mit dem Wappen der Habsburger und dem Markuslöwen wenige Meter von der Passstraße entfernt stammt aus dieser Zeit.
1792 beschloss Venedig eine Straße über den Pass zu bauen, zu dem auch die Gemeinde Schio finanziell beitragen wollte. Die napoleonische Epoche, unter der 1797 auch die Dogenrepublik aufgelöst wurde, verzögerte allerdings die Ausführung des Projektes. 1802 begannen schließlich die Bauarbeiten und zehn Jahre später erreichte die östliche Passstraße im Val Leogra den Pian delle Fugazze. Fertiggestellt wurde die mittlerweile als Strada Regia bezeichnete Straße schließlich unter Kaiser Franz I. 1822 konnte das letzte Teilstück im Vallarsa eröffnet werden, nachdem die Zufahrt von Schio aus bereits 1818 fertiggestellt worden war.
Während des Ersten Italienischen Unabhängigkeitskrieges kam es am 25. April 1848 am Pian delle Fugazze zu einem Gefecht zwischen italienischen Freischaren unter dem Kommando des aus Schio stammenden Dichters und Patrioten Arnaldo Fusinato und österreichischen Truppen. Ein 1898 aufgestellter Gedenkstein an der ehemaligen Reichsgrenze erinnert an dieses Ereignis.
Nach dem Dritten Italienischen Unabhängigkeitskrieg 1866 bildete der Pass auch die Reichsgrenze zwischen Österreich-Ungarn und dem Königreich Italien. 1906 wurde ein Linienbusverbindung über den Pass zwischen Schio und Rovereto eingerichtet. Eine geplante Eisenbahnverbindung über den Pass war erstmals 1864 im Gespräch. 1899 wurde sogar ein entsprechendes Projekt mit einem unter dem Pass durchführenden Tunnel vorgestellt. Zu einer Ausführung kam es jedoch nie.
Nach dem italienischen Kriegseintritt im Ersten Weltkrieg wurde der Pian delle Fugazze noch am 24. Mai 1915 von italienischen Truppen besetzt. Von 1916 bis 1918 stellte er eine wichtige Etappe für die italienische Pasubiofront dar. 1937 wurde mit der Fertigstellung der Strada degli Eroi eine Straßenverbindung vom Pass bis zum Rifugio Achille Papa eröffnet, die bis in die 1990er Jahre für den Verkehr freigegeben war.